# 高速練馬線
高速練馬線（こうそくねりません）は、首都高速中央環状線から関越自動車道の練馬ICに至る地域高規格道路の候補路線である。地域高規格道路候補路線としての名称は10号線とされている。

## 概要
当初は首都高速5号池袋線江戸川橋付近から分岐し、神田川上空から主要地方道千代田練馬田無線（目白通り）を経て中央環状線と交差、関越自動車道へ至る計画だった。しかし、これでは5号線の渋滞に拍車を掛けることは明白で、分岐が計画されていた箇所は早稲田出口に転用され、その後内環状線に接続させる計画変更等の紆余曲折を経て中央環状線より西側のみの計画に変更された。中央環状線の山手トンネルには、当初、練馬線の分岐を想定した設計がされていたが、環境悪化を恐れる住民の反対運動により、1991年（平成3年）に設計変更され、分岐構造は造られず、今後JCTを建設するには本線トンネルの大規模な改修工事が必要な状況となっている。また、練馬ICについても、そのまま延伸できる構造ではない。
練馬線が具体化していないため、関越自動車道は東京圏から郊外に延びる高速自動車国道では唯一、首都高速道路と直結していない。このため関越自動車道上り線は東京外環自動車道と接続するまでは、練馬ICを先頭とした渋滞が常態化していた。また現状では都心および中央自動車道、東名高速道路の各方面へは練馬ICを経由した方が最短ルートであることが多いため一般道路の交通量も多く、谷原交差点を中心に周辺の生活道路にも通過交通が侵入している状況にある。練馬区は2006年（平成18年）の外環道都内区間の都市計画変更にあたり、高速練馬線の実現に向けた調査、研究を早急に進める意見を提出している。
また、国土交通省により2006年（平成18年）9月に策定された首都圏整備計画では調査を推進する路線に位置づけられていた。しかし、都市計画等の手続きは行われていない。

## 名称について
本道の名称について、2006年の「首都圏整備計画」では「高速練馬線」としており、首都高速道路株式会社でも同様に「高速練馬線」と表記している。一方、地域高規格道路候補路線の名称は「10号線」、練馬区では「都市高速道路第10号線(首都高速10号練馬線)」という名称を使用しており、表記に違いがある。なお、「首都高速10号」は10号晴海線の名称として既に使用されている。